# Liste der Naturdenkmale in Illerrieden
| Naturdenkmale | Anzahl |
| ------------- | ------ |
| FND           | 3      |
| END           | 12     |
| Gesamt        | 15     |

Die Liste der Naturdenkmale in Illerrieden nennt die verordneten Naturdenkmale (ND) der im baden-württembergischen Alb-Donau-Kreis liegenden Gemeinde Illerrieden. In Illerrieden gibt es insgesamt fünfzehn als Naturdenkmal geschützte Objekte, davon drei flächenhafte Naturdenkmale (FND) und zwölf Einzelgebilde-Naturdenkmale (END).
Stand: 31. Oktober 2016.

## Flächenhafte Naturdenkmale (FND)
| Name                                | Bild | Kennung     | Einzelheiten                | Position | Fläche Hektar | Datum         |
| ----------------------------------- | ---- | ----------- | --------------------------- | -------- | ------------- | ------------- |
| Hohlweg am Schönblick               | BW   | 84250660012 | Illerrieden                 | ⊙        | 0,1           | 25. Sep. 2002 |
| Teich am Vorderen Berg              | BW   | 84250660008 | Illerrieden                 | ⊙        | 0,1           | 25. Sep. 2002 |
| Teich mit Stieleiche an der Weihung | BW   | 84251100011 | Illerrieden, Schnürpflingen | ⊙        | 0,4           | 28. Okt. 2002 |
| Legende für Naturdenkmal            |      |             |                             |          |               |               |

## Einzelgebilde (END)
| Name                                                  | Bild | Kennung     | Einzelheiten | Position | Fläche Hektar | Datum         |
| ----------------------------------------------------- | ---- | ----------- | ------------ | -------- | ------------- | ------------- |
| 1 Esche bei der Illertalhalle                         | BW   | 84250660007 | Illerrieden  | ⊙        | 0,0           | 25. Sep. 2002 |
| 1 Rotfichte im Gew. ‚Weißenberg‘                      | BW   | 84250660020 | Illerrieden  | ⊙        | 0,0           | 25. Sep. 2002 |
| 1 Stieleiche am Wangener Bach                         | BW   | 84250660019 | Illerrieden  | ⊙        | 0,0           | 25. Sep. 2002 |
| 1 Stieleiche im Gewann „Brünnelesäcker“               | BW   | 84250660013 | Illerrieden  | ⊙        | 0,0           | 25. Sep. 2002 |
| 1 Stieleiche im Gewann „Steige“                       | BW   | 84250660018 | Illerrieden  | ⊙        | 0,0           | 25. Sep. 2002 |
| 1 Stieleiche im Reutacker Holz                        | BW   | 84250660016 | Illerrieden  | ⊙        | 0,0           | 25. Sep. 2002 |
| 1 Stieleiche im Wollenholz                            | BW   | 84250660017 | Illerrieden  | ⊙        | 0,0           | 25. Sep. 2002 |
| 2 Buchen an der Dorndorfer Straße                     | BW   | 84250660010 | Illerrieden  | ⊙        | 0,0           | 25. Sep. 2002 |
| 5 Bäume am Schönblick (2 Stieleichen und 3 Rotbuchen) | BW   | 84250660011 | Illerrieden  | ⊙        | 0,0           | 25. Sep. 2002 |
| 5 Eichen am Badesee „Tränke“                          | BW   | 84250660015 | Illerrieden  | ⊙        | 0,0           | 25. Sep. 2002 |
| 7 Eichen am Vorderen Berg                             | BW   | 84250660009 | Illerrieden  | ⊙        | 0,0           | 25. Sep. 2002 |
| 7 Eichen an der Beurener Straße                       | BW   | 84250660014 | Illerrieden  | ⊙        | 0,0           | 25. Sep. 2002 |
| Legende für Naturdenkmal                              |      |             |              |          |               |               |